# Ligas do Sistema Ti-Ni

## Introdução
Em função de sua biocompatibilidade e propriedades mecânicas superiores como efeito memória de forma, estas ligas são utilizadas na confecção de diversos biomateriais e sensores. No caso dos biomateriais, são realizados estudos com respeito à possível liberação de níquel no organismo, visto que se trata de um dos íons mais tóxicos e os resultados em sua maioria têm-se mostrados positivos, sendo inferior ao limite de toxidade.

## Elementos Titânio e Níquel
Ambos os elementos, titânio e níquel, são metais de transição. O titânio é utilizado na indústria química devido a sua alta resistência à corrosão e nas indústrias naval e aeroespacial devido à grande resistência mecânica e baixa densidade como ligas leves. O níquel também é resistente à corrosão e apresenta certo caráter ferromagnético. Uma aplicação comum é nas baterias recarregáveis. A tabela mostra as características físicas químicas dos elementos titânio e níquel.
| PROPRIEDADE                 | TITÂNIO  | NÍQUEL |
| --------------------------- | -------- | ------ |
| NÚMERO ATÔMICO              | 22       |        |
| MASSA ATÔMICA               | 47,90    | 58,71  |
| DENSIDADE A 200C (g/cm3)    | 4,51     | 8,91   |
| ESTRUTURA CRISTALINA A 200C | HC       | CFC    |
| PONTO DE FUSÃO (200C)       | 1670     | 1455   |
| RAIO ATÔMICO (nm)           | 0,147    | 0,125  |
| VALÊNCIA                    | +2,+3,+4 | +2     |
| ELETRONEGATIVIDADE (eV)     | 1,5      | 1,8    |

## Ligas Ti-Ni
Como a densidade do níquel é maior em relação ao titânio, a densidade da liga cresce de acordo com a proporção deste. A tabela abaixo traz os valores de ligas com proporções crescentes de níquel:
| LIGA    | DENSIDADE (g/cm3) |
| ------- | ----------------- |
| TI-5NI  | 4,62              |
| TI-10NI | 4,71              |
| TI-15NI | 4,85              |
| TI-20NI | 5,04              |

Para avaliar a solubilidade dos elementos numa solução sólida substitucional utiliza-se
as regras de Hume-Rothery. Para que haja uma mistura completa, é preciso satisfazer os
seguintes requisitos:
- Menos de cerca de 20% de diferença nos raios atômicos;
- A mesma estrutura cristalina;
- Eletronegatividades semelhantes (a capacidade de o átomo atrair um elétron);
- A mesma valência.

Considerando os dados dos elementos níquel e titânio mostrados na tabela acima, conclui-se que ocorre apenas uma solubilização parcial na liga TiNi. Para conhecer mais alguns aspectos da liga, é preciso analisar o diagrama de fases binário TiNi.

## Diagrama de Fases Ti-Ni
Este diagrama mostra que ao ser aquecido a 882oC o titânio sofre uma transformação alotrópica, onde sua estrutura α (hexagonal compacta) muda para β (cúbica de corpo centrado). Observa-se que a adição de níquel diminui esta temperatura de transformação em função do decaimento da curva β-transus, sendo este elemento β-estabilizador. Por exemplo, com 5% em peso de Ni, esta temperatura β-transus fica em torno de 770oC. Como a temperatura de fusão do níquel é inferior à do titânio isto se reflete no decaimento da curva liquidus. 
Com o aumento da proporção de níquel tem-se observado a evolução das seguintes fases: α, α + β -> α + β + Ti2Ni -> β/B2 + 
Ti2Ni. A região central TiNi a 55% de níquel refere-se a ligas que apresentam o efeito memória de forma e superelasticidade, induzidos por transformações martensíticas, conhecido como nitinol, 
através de resfriamento rápido e por aplicação de tensão, respectivamente, e sua estrutura é cúbica de corpo centrado ordenada (austenita) também chamada de tipo B2, em temperaturas elevadas.

## Transformações de Fase
A transformação da fase β (CCC) para a fase α (HC) em titânio puro e ligas de titânio pode ocorrer martensiticamente ou por processos de difusão e nucleação dependendo da taxa de resfriamento e composição da liga:
Transformações martensíticas: Em altas taxas de resfriamento a partir da fase β, não havendo tempo para os átomos difundirem-se e formarem estruturas estáveis de baixa energia, os átomos sofrem um pequeno deslocamento num movimento cooperativo com os átomos vizinhos por um tipo de processo de cisalhamento, originando estruturas metaestáveis. As fases resultantes dependem da quantidade de soluto e da temperatura de transformação martensítica. São denominadas de α`, cuja estrutura é hexagonal. Com o aumento do conteúdo de soluto a estrutura hexagonal da martensita torna-se distorcida e passa a ser ortorrômbica, designada por α``. Outra fase que pode ser formada quando a reação martensítica é suprimida e assim sendo uma precursora desta transformação é a chamada fase ω que consiste numa dispersão de partículas extremamente finas.
Nucleação e crescimento difusional: quando ligas de titânio são resfriadas a taxas suficientemente baixas a partir da fase β, a fase α nucleia preferencialmente nos contornos de grãos de β, estes defeitos dão à nova fase uma boa base de apoio. Estas continuam a crescer no interior dos grãos da fase β como placas paralelas até encontrarem outras colônias de fase  α. Qaunto maior a taxa de resfriamento, menores são as lamelas, originando a chamada estrutura "basket-weave" como se vê na figura.

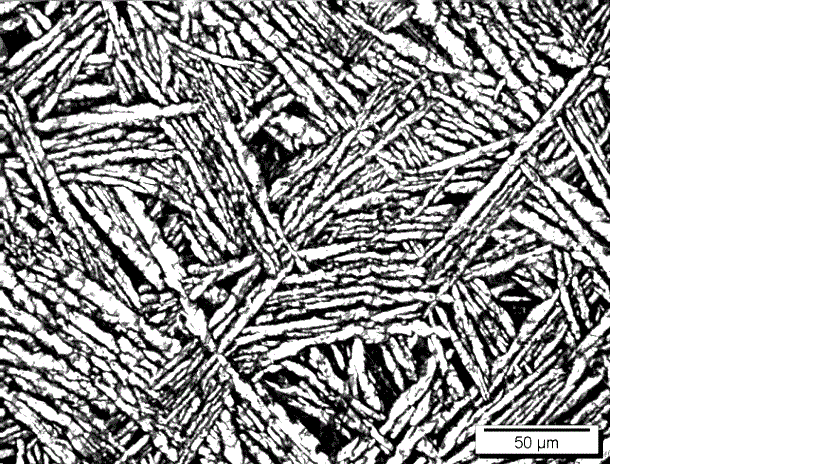
Liga de titânio com 5% em peso de níquel com microestrutura lamelar típica da fase alfa.

## Efeito Memória de Forma
Este efeito refere-se ao fenômeno de recuperação de forma original após deformação mediante aquecimento da liga. Ocorre segundo os seguintes passos: a liga é resfriada a partir de uma temperatura onde a austenita B2 é estável. Até que se atinge a temperatura crítica, chamada de MS (martensite star) que dá início à transformação da martensita cuja estrutura cristalina monoclínica é chamada de B19’. À medida que o resfriamento prossegue, maior a fração transformada em martensita, aé que se atinja a temperatura chamada de MF (martensite finish) na qual toda a liga sofreu esta transformação. Quando esta estrutura torna-se estável numa temperatura um pouco inferior à MF, aplica-se uma deformação que é revertida mediante aquecimento ocorrendo a transformação da martensita para a austenita.
Um exemplo da aplicação deste fenômeno é o uso de stents que são dispostos internamente em vasos sanguíneos para permitir entupimentos. É implantado mantendo-o refrigerado e deformado no estado martensítico. Ao atingir a temperatura corporal (cerca de 37oC) expande-se desobstruindo o vaso. Isto se dá por que a MS do nitinol é inferior à temperatura corporal.

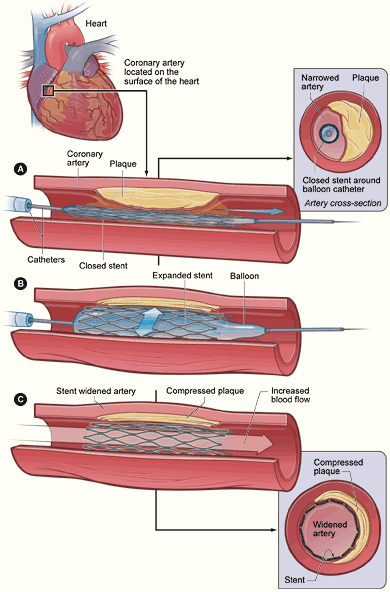
Stent disposto internamente em artéria